# HD 187421
HD 187421，又名CP-55 9222，SAO 246312、HR 7549，是一颗恒星，视星等为6.5，位于銀經342.93，銀緯-30.55，其B1900.0坐标为赤經19h 44m 41s，赤緯-55° -30.55′ 51″。